# Seguridad social en el Perú
La Seguridad social en el Perú se fundamenta en la Constitución política del Perú que reconocen y garantiza el derecho a la seguridad social y garantizan el libre acceso a prestaciones a cargo de entidades públicas, privadas o mixtas. 

## Regulación jurídica

### Constitución política del Perú
Capítulo II: De los Derechos Sociales y Económicos
Artículo 10°. El Estado reconoce el derecho universal y progresivo de toda persona a la seguridad social, para su protección frente a las contingencias que precise la ley y para la elevación de su calidad de vida.
Artículo 11°. El Estado garantiza el libre acceso a prestaciones de salud y a pensiones, a través de entidades públicas, privadas o mixtas. Supervisa asimismo su eficaz funcionamiento.
Artículo 12°. Los fondos y las reservas de la seguridad social son intangibles.  Los recursos se aplican en la forma y bajo la responsabilidad que señala la ley.

### Otras leyes
- Ley n.º 26790, Ley de Modernización de la Seguridad Social en Salud.
- Decreto Ley n.° 25897, Crean el Sistema Privado de Administración de Fondos de Pensiones (SPP), conformado por las Administradoras Privadas de Fondos de Pensiones AFP.
- Decreto Legislativo 19846, ley de pensiones de la policía y el ejército.  Actualizado en el Decreto Legislativo 1133.[1]

## Entidades gestoras

### Salud
- EsSalud
- Seguro Integral de Salud (SIS)
- Entidades Prestadoras de Salud (EPS)
- Sistema Metropolitano de la Solidaridad — SISOL

### Otros
El Sistema Público de Pensiones en el Perú se crea mediante el Decreto Ley n.º 19990 promulgado por el presidente Juan Velasco Alvarado, cuyo mandato fue desde el 3 de octubre de 1968 hasta el 29 de agosto de 1975. Posteriormente, el gobierno de Alberto Fujimori Fujimori promulga la ley por el cual crea el Sistema Privado de Pensiones a cargo de Administradoras de fondos de pensiones (AFP). Este nuevo sistema, debido a su naturaleza de libre mercado, fue recibido con resistencia en algunas comunidades campesinas.
Las pensiones operan bajo diferentes formas:
- Administradoras de Fondos de Pensiones (AFP), formalizadas en 1993.
- La Oficina de Normalización Previsional (ONP), reemplazo del sistema público de pensiones tras una reforma neoliberal.
- Caja Militar Policial, para fuerzas policiales y militares.
- Caja del Pescador, para el sector pescador.
- Programa Nacional de Asistencia Solidaria (Pensión 65), para personas en situación de pobreza.

Existen otras instituciones creadas por otras leyes y bajo estatutos propios como la Derrama Magisterial.

## Legado
En el estudio Mercer CFA Institute Global Pension de 2023, el sistema de pensiones del país ocupó el puesto 34 entre 47 sistemas evaluados. Obtuvo un índice de 55,5 y una calificación de C.
El seguro social brindó cobertura a una parte importante de la población formalmente empleada, como lo informó el presidente de la Asociación Peruana de Empresas de Seguros en 2024. No obstante, esta cobertura no alcanzó a gran parte del restante de la población peruana.